# Lille Lyngby Mose
Lille Lyngby Mose er et moseområde der ligger ved sydøstsiden af Arresø i Hillerød Kommune og består overvejende af rigkær, afgræssede enge og enkelte tørvegrave. Æbelholt- og Pøle Å løber gennem mosen, ud i søen.
Et område på  235 hektar blev  fredet 1989. Den østligste del af fredningen består af tidligere fredede landbrugsarealer. Dette område rummer bl.a. den lyngklædte bakke, Vittenbjerg.
Der ligger inden for området to små sandede bakker, "Bjerget" og "Alten". 

## Flora
Langs søbredden er der rør- og pilesumpe, men hvor bredden afgræsses, er den næsten ubevokset. Den har derfor en speciel og meget artsrig flora, og også den lille skæv vindelsnegl lever her.
Den kalkrige jordbund i Lille Lyngby Mose består  snegle- og muslingeskaller, der blev aflejret dengang, der var fjord, og som stadig ligger nede i jorden. Det skaber i forbindelse med vekslende fugtighedsgrad betingelser for en artsrig flora.  Der er i alt registreret næsten 500 forskellige plantearter indenfor fredningen, heraf flere sjældne som sumphullæbe, pukkellæbe, majgøgeurt, vibefedt, ægbladet fliglæbe, smalbladet kæruld, kødfarvet gøgeurt, leverurt og almindelig månerude.

## Fauna
Fuglelivet er rigt, ikke mindst på grund af de mange, mindre vådområder, der ligger omkring søen og ikke mindst øst for. I området kan om foråret høres  græshoppesanger, men også en række vadefugle som storspove, sortklire, rødben, hvidklire, svaleklire, tinksmed, mudderklire og stenvender ses i vandkanten. I mosen er der også  registreret stor vandsalamander .

## Adgangsforhold
Der er adgangsforbud i de statejede, botanisk mest spændende arealer  nord og øst for "Bjerget" og "Alten" og engene syd for. Resten af området er privatejet og  der er ikke offentlig adgang.
Der går dog en offentlig sti fra Lille Lyngby langs søen mod øst gennem "Lunden" og som fortsætter ud til  bakkeknolden Bjerget, hvorfra der er udsigt over søen. 

## Naturbeskyttelse
Ud over naturfredningen er mosen en del af  Nationalpark Kongernes Nordsjælland og Natura 2000 -område nr. 134 Arresø, Ellemose og Lille Lyngby Mose.